# Вироид веретеновидности клубней картофеля
Вироид веретеновидности клубней картофеля (англ. Potato spindle tuber viroid, PSTVd) — первый обнаруженный вироид. Представляет собой маленькую кольцевую молекулу РНК. В природе поражает картофель (Solanum tuberosum) и томаты (Solanum lycopersicum), все виды которых подвержены PSTVd и не имеют никакой формы естественного иммунитета. В природе также обнаружено инфицирование авокадо, а возможное инфицирование других пасленовых было вызвано в лабораторных условиях.

## Штаммы и вызываемые ими изменения
Существуют различные штаммы PSTVd и вызываемые ими изменения варьируются от лёгких до тяжелых. Легкие штаммы не вызывают видимых изменений. Изменения, вызванные тяжелыми штаммами, зависят от условий окружающей среды и наиболее тяжело проявляются при повышенной температуре. Изменения обычно лёгкие при первичном заражении, но становятся прогрессивно тяжелее в последующих поколениях растений. Общие симптомы тяжелого протекания инфекции включают в себя: изменение цвета листьев, уменьшение размера клубней и их веретеновидное удлинение. Проращивание также происходит медленнее, чем у незараженного картофеля. Медленные изменения проявляются у инфицированных томатов и включают чахлый рост и кустистость верхушки, вызванные укороченными междоузлиями. Листья становятся жёлтыми или фиолетовыми и часто — скрученными. В конечном счёте происходит некроз сосудов нижних и средних листьев, но верхние листья не умирают, а уменьшаются. Процесс созревания плодов также страдает, приводя к маленьким, твёрдым, тёмно-зелёным плодам.
Распространение PSTVd на большие расстояния обычно происходит через заражённые семена, хотя случается перенос через оранжерейную тлю  (Myzus persicae), но только в присутствии вируса скручивания листьев картофеля (PLRV). Возможна и передача с пыльцой, сельскохозяйственными инструментами и машинами, а также при прямом контакте растений.

## Первичная и вторичная структура PSTVd
PSTVd состоит из 359 нуклеотидов.
| Первичная структура |
| 1 CGGAACUAAA CUCGUGGUUC CUGUGGUUCA CACCUGACCU CCUGAGCAGA AAAGAAAAAA 61 GAAGGCGGCU CGGAGGAGCG CUUCAGGGAU CCCCGGGGAA ACCUGGAGCG AACUGGCAAA 121 AAAGGACGGU GGGGAGUGCC CAGCGGCCGA CAGGAGUAAU UCCCGCCGAA ACAGGGUUUU 181 CACCCUUCCU UUCUUCGGGU GUCCUUCCUC GCGCCCGCAG GACCACCCCU CGCCCCCUUU 241 GCGCUGUCGC UUCGGCUACU ACCCGGUGGA AACAACUGAA GCUCCCGAGA ACCGCUUUUU 301 CUCUAUCUUA CUUGCUUCGG GGCGAGGGUG UUUAGCCCUU GGAACCGCAG UUGGUUCCU |
| Вторичная структура |
| |

Выделенные нуклеотиды также найдены в большинстве других вироидов.

## История изучения

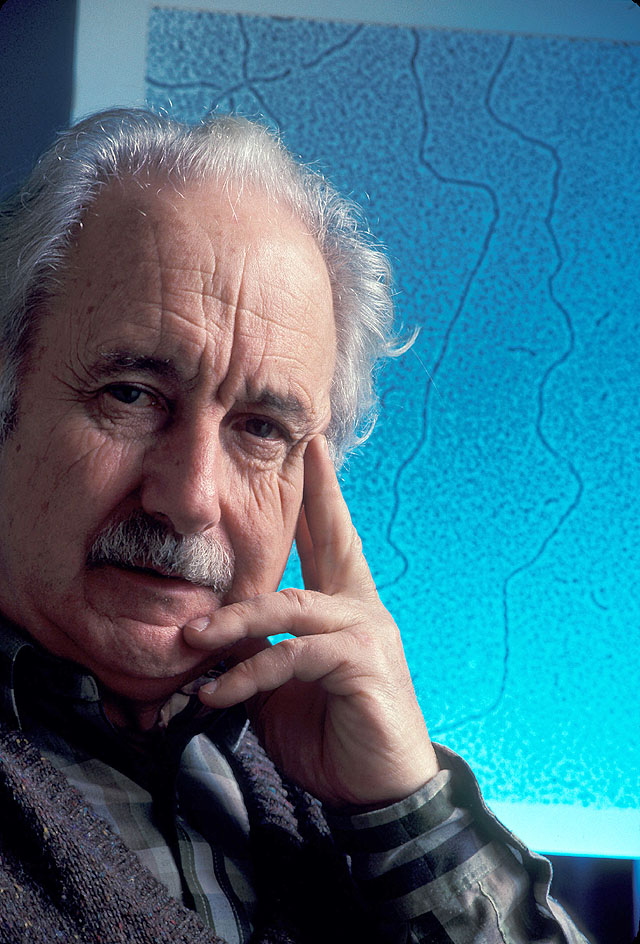
Теодор Динер, первооткрыватель вироидов

В 1920-х годах фермеры Нью-Йорка и Нью-Джерси заметили у картофеля симптомы неизвестного заболевания. Клубни поражённых растений утрачивали привычную форму и становились веретеновидными, из-за чего эта болезнь была названа веретеновидностью клубней картофеля. Симптомы заболевания появлялись у растений, контактировавших с фрагментами заражённых экземпляров, следовательно, болезнь вызывалась агентом, который мог передаваться от одного растения к другому. Однако у поражённых растений не обнаруживалось необычного грибка или бактерии, поэтому был сделан вывод, что болезнь вызывается вирусом. Несмотря на многочисленные попытки изолировать и очистить этот вирус из экстракта веретеновидного картофеля с использованием всё более усложняющихся методов, выделить его так и не удалось.
В 1971 году Теодор О. Динер показал, что этот инфекционный агент был не вирусом, а патогеном совершенно нового типа, размер которого составлял одну восьмидесятую от размера типичного вируса, и предложил для него термин «вироид» (то есть «вирусоподобный»). Параллельно велись и сельскохозяйственные исследования особенностей вироидов, и фундаментальные научные исследования, направленные на изучение их физических, химических и макромолекулярных свойств. В 1976 году Зенгер и коллеги доказали, что патоген, вызывающий веретеновидность клубней картофеля, представляет собой «одноцепочечную, ковалентно замкнутую, кольцевую молекулу РНК, из-за спаривания оснований приобретающую плотную палочковидную структуру». Это было первое описание природы вироидов.
Кольцевая форма и одноцепочечная структура молекулы РНК вироидов была подтверждена электронной микроскопией, а полная последовательность генома вироида веретеновидности клубней картофеля (PSTVd) была определена в 1978 году Хансом Гроссом (нем. Gross) и коллегами. Этот вироид стал первым патогеном эукариот, для которого была определена полная молекулярная структура.